# بلال بن حسين
بلال بن حسين (22 يونيو 1983) وُلد في قليبية، لاعب كرة طائرة تونسي. يبلغ طوله 1.95 مترًا ويلعب في الوسط.
شارك في الألعاب الأولمبية الصيفية 2012 مع المنتخب التونسي.

## الجوائز

### الفريق الوطني
- الألعاب الأولمبية
  - المركز الحادي عشر في دورة الألعاب الأولمبية 2012 ( المملكة المتحدة)
- بطولة أفريقية (0)
  -  المتأهل للتصفيات النهائية في عام 2005 ( مصر)
  -  الثالث في عام 2011 ( المغرب)
  -  المتأهل للتصفيات النهائية في عام 2013 ( تونس)
- ألعاب البحر الأبيض المتوسط
  - الميدالية الفضية في دورة ألعاب البحر الأبيض المتوسط 2013 ( تركيا)
- البطولة العربية (1)
  -  الفائز في عام 2012 ( البحرين)

### أخرى
- الفائز في بطولة راشد الدولية عام 2012 [3] ( الإمارات العربية المتحدة)
- الفائز بكأس الرئيس نور سلطان نزارباييف عام 2012 ( كازاخستان)
- المركز الرابع في ألعاب البحر الأبيض المتوسط 2009 ( إيطاليا)

### النوادي
- البطولة الإفريقية للأندية البطلة (2)
  -  الفائز في عام 2014 ( تونس)
  -  الفائز في عام 2013 ( ليبيا)
  -  الثالث في عام 2010 ( تونس)
- البطولة العربية للأندية البطلة (3).
  -  الفائز في عام 2008 ( ليبيا)
  -  الفائز في عام 2013 ( لبنان)
  -  الفائز في عام 2014 ( تونس)
  -  المتأهل للتصفيات النهائية في 2011 ( السعودية)
- البطولة التونسية (4)
  -  الفائز في أعوام 2009 و 2013 و2015 و2016
- كأس تونس (4)
  -  الفائز في 2009 و 2012 و 2013 و2014 و 2017

### أخرى
- الفائز في بطولة بني ياس الدولية 2011 ( الإمارات العربية المتحدة)

## روابط خارجية
- (بالإنجليزية) ملف اللاعب على موقع الاتحاد الدولي للكرة الطائرة
- بلال بن حسين على موقع عالم الكرة الطائرة (الإنجليزية)
- بلال بن حسين على موقع أوليمبيديا (الإنجليزية)